# Saxetania elbursiana
Saxetania elbursiana är en insektsart som först beskrevs av Willy Adolf Theodor Ramme 1929.  Saxetania elbursiana ingår i släktet Saxetania och familjen Pamphagidae. Inga underarter finns listade i Catalogue of Life.